# Superserien 2003
Superserien 2003 var Sveriges högsta division i amerikansk fotboll för herrar säsongen 2003. Serien spelades 3 maj–6 september 2003 och vanns av Carlstad Crusaders. Göteborg Giants och Limhamn Griffins var kvalificerade men drog sig ur. Lagen möttes i dubbelmöten hemma och borta. Vinst gav 2 poäng, oavgjort 1 poäng och förlust 0 poäng.
De fyra bäst placerade lagen gick vidare till slutspel. SM-slutspelet spelades 13 september–20 september och vanns av Arlanda Jets.

## Tabell
| Nr | Lag                          | S | V | O | F | GP  | IP  | PS   | P  |
| -- | ---------------------------- | - | - | - | - | --- | --- | ---- | -- |
| 1  | Carlstad Crusaders           | 8 | 6 | 1 | 1 | 239 | 54  | +185 | 13 |
| 2  | Arlanda Jets (RL)            | 8 | 5 | 1 | 2 | 191 | 172 | +19  | 11 |
| 3  | Stockholm Mean Machines (RM) | 8 | 4 | 0 | 4 | 189 | 178 | +11  | 8  |
| 4  | Tyresö Royal Crowns          | 8 | 2 | 0 | 6 | 188 | 208 | −20  | 4  |
| 5  | Solna Chiefs                 | 8 | 2 | 0 | 6 | 92  | 287 | −195 | 4  |

Färgkoder:
|      | – Kvalificerad för mästerskapsslutspel |
| (RL) | – Regerande ligamästare (seriesegrare) |
| (RM) | – Regerande svenska mästare            |

## Matchresultat
| Hemma \ Borta           | AJ    | CC    | SC    | SMM   | TRC   |
| Arlanda Jets            | —     | 14–14 | 28–0  | 27–34 | 14–48 |
| Carlstad Crusaders      | 14–17 | —     | 39–0  | 22–9  | 24–0  |
| Solna Chiefs            | 20–46 | 0–41  | —     | 31–29 | 7–35  |
| Stockholm Mean Machines | 8–10  | 7–41  | 46–6  | —     | 42–29 |
| Tyresö Royal Crowns     | 34–35 | 7–44  | 23–28 | 12–14 | —     |

## Slutspel

### Semifinaler
|       | 13 september 2003 | Carlstad Crusaders | 33 – 12   | Tyresö Royal Crowns | Tingvalla IP                     |                                  |
| 15:00 | 15:00             |                    | (17 – 12) |                     | Publik: 987 Domare: Team Kickert | Publik: 987 Domare: Team Kickert |
| 15:00 | 15:00             |                    |           |                     | Publik: 987 Domare: Team Kickert | Publik: 987 Domare: Team Kickert |
| 15:00 | 15:00             |                    |           |                     | Publik: 987 Domare: Team Kickert | Publik: 987 Domare: Team Kickert |

|       | 14 september | Arlanda Jets | 25 – 0                | Stockholm Mean Machines | Pinbacken                            |                                      |
| 15:00 | 15:00        |              | (12 – 0) Matchrapport |                         | Publik: 450 Domare: Team Emanuelsson | Publik: 450 Domare: Team Emanuelsson |
| 15:00 | 15:00        |              |                       |                         | Publik: 450 Domare: Team Emanuelsson | Publik: 450 Domare: Team Emanuelsson |
| 15:00 | 15:00        |              |                       |                         | Publik: 450 Domare: Team Emanuelsson | Publik: 450 Domare: Team Emanuelsson |

### SM-final
|       | 20 september 2003 | Carlstad Crusaders | 7 – 14               | Arlanda Jets | Kristinebergs IP                   |                                    |
| 15:00 | 15:00             |                    | (7 – 6) Matchrapport |              | Publik: 2 027 Domare: Team Kickert | Publik: 2 027 Domare: Team Kickert |
| 15:00 | 15:00             |                    |                      |              | Publik: 2 027 Domare: Team Kickert | Publik: 2 027 Domare: Team Kickert |
| 15:00 | 15:00             |                    |                      |              | Publik: 2 027 Domare: Team Kickert | Publik: 2 027 Domare: Team Kickert |